# En fisker i Hanstholm
En fisker i Hanstholm er en dansk dokumentarfilm, der er instrueret af Jon Bang Carlsen efter manuskript af Jon Bang Carlsen.
Med denne film, der kom op som almindelig biografforestilling, nærmede Jon Bang Carlsen sig spillefilmgenren. Han benyttede den særlige form for iscenesat dokumentarisme, der videreudvikledes i En rig mand (1979) og Hotel of the stars (1981). Skuespilleren Lene Vasegaard optræder sammen med autentiske vestjyske fiskere.

## Handling
Nogle måneder i en fiskerfamilies liv: Bent og Lene er glade for tilværelsen med deres søn på 5 år. De arbejder hårdt. Han på en stor stålkutter, hun på filetfabrikken. Sammen drømmer de om flere flotte forbrugsgoder. En dag sker en ulykke på havet. Bent er ude på skibet.